# リチャード・グリドリー
リチャード・グリドリー（英: Richard Gridley、1710年1月3日 - 1796年6月21日）は、アメリカ、マサチューセッツ湾植民地出身の軍人である。アメリカ独立戦争では大陸軍の技師長であった。

## 生い立ちと軍歴
グリドリーはマサチューセッツのボストンでリチャード・グリドリーとレベッカ・スカーボロー・グリドリー夫妻の息子として生まれた。グリドリーは、1730年2月25日にハンナ・デミングと結婚し、9人の子供に恵まれた。
グリドリーはフレンチ・インディアン戦争では、軍技術者として従軍し、1745年のルイズバーグ要塞征服からケベック市の陥落まで参戦した。この時の功績に対して、イギリス軍における将校の位とマドレーヌ諸島の利用許可、ニューハンプシャーの3,000エーカー (12 km2)の土地、および生涯年金を与えられた。

## アメリカ独立戦争
グリドリーは、アメリカ独立戦争では13植民地の側に立ち、ニューイングランド植民地軍の技師長に任命された。グリドリーはブリーヅヒルの防御陣地を造り上げ、バンカーヒルの戦いでは傷を負った。
1775年、大陸会議がジョージ・ワシントンの指揮のもとに大陸軍を創出したとき、グリドリーはその技師長に任命された。グリドリーはドーチェスター高地の要塞化を指揮し、1776年3月にボストンからイギリス軍を撤退させることに繋げた。ワシントンが大陸軍を南に移動させると、グリドリーはニューイングランド方面軍の技師長で残った。
グリドリーは1781年に70歳で退役した。グリドリーは1796年、マサチューセッツのスタウトンでハナミズキの藪を刈っているときに毒うるしに中って死んだ。遺骸は現在のキャントンにあった彼の家の小さな囲いの中に埋められた。1876年の10月28日までその忘れられた場所にあったが、委員会が遺骸を掘り出して今に続くキャントン・コーナー墓地に埋葬した。この遺骸を移すときに一束の髪の毛が除けておかれ、キャントン歴史協会で展示されている。
キャントン・コーナーにあるグリドリーの碑はクィンシー花崗岩で作られ、ランドルフ花崗岩製の巾木には磨かれた銘盤が埋め込まれている。そこには幾つかの言葉が彫られている。「私は正義と私の国のために戦う」、「私は神と国と隣人を自分と同じように愛する」。またワシントンの言葉もある「私はグリドリー将軍より技師長に適した男を知らない」。碑全体は「ハンコック」か「アダムズ｣の碑を真似て大砲の上に載っている。グリドリーが自身の手でバンカーヒルの上に据えた大砲である
グリドリーはニューイングランドでも最も傑出した軍人の一人として理解されており、その個人的な勇敢さ、熟練した大砲の操作、科学的な細工、そしてプレスコット、パットナム、ノックス、ウォーレン、およびワシントンの同時代人として知られている。
アメリカ陸軍工兵隊はグリドリーをアメリカで初めての技師長と見なしている。